# عبد الكريم شرف محسن شيبان
عبد الكريم شرف محسن شيبان برلماني يمني، عضو في مجلس النواب، عن الدورة البرلمانية 2003-2009 والكتلة البرلمانية لنواب حزب التجمع اليمني للإصلاح عن الدائرة الانتخابية رقم (32) بمحافظة تعز.

## فترة المجلس
باتفاق عرف بأسم «إتفاق فبراير» تمددت فترة المجلس لمدة عامين، وبقيام ثورة الشباب اليمنية لم تُجرَ الانتخابات، وبحسب إتفاق المبادرة الخليجية تمددت لمدة عامين آخرين حتى 2013 .
المهام في مجلس النواب
• عضو اللجنة الخاصة المشكلة من المجلس سنوياً لمراجعة الموازنة العامة للدولة المقدمة من الحكومة.
• المشاركة في إعداد الموازنة المالية العامة للدولة.
• المشاركة في اللجان البرلمانية الميدانية الخاصة بتقصي الحقائق في العديد من القضايا التي تخص المواطن و الدولة ، كالأمن والخدمات والحقوق والحريات ، والنزول إلى محافظات ورفع التقارير بذلك.
.المشاركة مع اللجنة الدستورية و بالتنسيق مع مكتب رئاسة الجمهورية في إعداد قانون خط الأساس البحري الذي يحدد الحدود البحرية للجمهورية اليمنية بما في ذلك باب المندب و الجزر اليمنية ( أرخبيل سقطرى ، أرخبيل حنيش ، وعبده الكوري وغيرها) .
• المشاركة في الوفد البرلماني لزيارة دولة عمان لدراسة خط الأساس البحري والاستفادة من التجربة العمانية.
• المشاركة في عدة مؤتمرات و دورات وورش عمل دولية في قضايا برلمانية وسياسية في كل من (مصر ، سوريا ، لبنان ، الأردن ، عمان ، البحرين).
• المشاركة في مؤتمر البرلمان العربي في سوريا.
• المشاركة في برلمانات العالم الإسلامي في إندونيسية.
• عضو مؤسس في منظمة برلمانيون ضد الفساد.
• المشاركة في عدة دورات وورش عمل داخلية وخارجية باسم منظمة برلمانيون ضد الفساد.
المجال الحقوقي والإنساني
المجال الحقوقي والإنساني
• ممثل اللقاء المشترك في لجنة التهدئة في محافظة تعز عام 2011 م.
• رئيس لجنة الشرعية للتفاوض مع جماعة الحوثي لتنفيذ اتفاق ظهران الجنوب 10/ 4 /2016 ، وكذلك اتفاق فك الحصار وفتح الطرق ووقف اطلاق النار في محافظة تعز 2016/4/16 .
• رئيس لجنة الشرعية المكلفة من مكتب رئاسة الجمهورية للتفاوض مع جماعة الحوثي لفتح الطرق و وقف إطلاق النار بموجب اتفاق ستوكهولم.
• أمين عام منظمة CSSW ، تعز منذ 2012 م.
• أمين عام جمعية الوصول الإنساني للشراكة و التنمية ـ تعز.
• عضو نقابة المحامين اليمنيين.
التاريخ المهني والوظيفي
التاريخ المهني والوظيفي
وزارة الإعلام
وزارة الإعلام - المؤسسة العامة للإذاعة والتلفزيون - تعز (1979 م- 1985 م)
• مدير إدارة سكرتارية ا لإذاعة.
• مدير إدارة المشتريات والمخازن.
• مدير إدارة الحسابات.
وزارة الإدارة المحلية
وزارة الإدارة المحلية -المجلس المحلي لمدينة تعز ( 1985 م- 1994م) •
أُنتخب مسؤولاً مالياً للمجلس المحلي لمدينة تعز الدورة الأولى (1985 - 1988) .
• أُنتخب مسؤولاً مالياً للمجلس المحلي لمدينة تعز الدورة الثانية (1988 - 1994) .
منجزات وطبيعة العمل في الدورة الأولى والدورة الثانية (1985 - 1994)
* الإشراف على التعاونيات و الإسهام في إنشاء المنشآت الترفيهية والحيوية لمدينة تعز مثل:
• إنشاء حديقة التعاون بأقسامها المختلفة: (قسم الألعاب - المسبح – المنتزهات - قسم الملاعب - الاستراحات وغيرها).
• بناء عدة مدارس في عموم محافظة تعز.
• تعبيد و سفلتة عدة طرق في محافظة تعز .
• تشجير مدينة تعز ومداخلها الرئيسية.
• بناء مستشفى التعاون .
• بناء مراكز صحية أخرى في الأرياف وفي بعض أحياء مدينة تعز .
• تنظيم أسواق تعز وإنشاء عدة أسواق أخرى منها سوق تعز الكبير .
* الإشراف العام بشقيه المالي والإداري على إيرادات ومصروفات منشآت المجلس المحلي والتعاونيات لمدينة تعز.
* القيام بمهام رئيس المجلس المحلي لمحافظة تعز لفترات زمنية مختلفة.
* القيام بمهام أمين عام المجلس المحلي لمحافظة تعز لفترات زمنية مختلفة.
وزارة الثروة السمكية
وزارة الثروة السمكية (1995 - 1998)
وكيل وزارة الثروة السمكية – مدير عام مكتب الثروة السمكية في محافظة عدن 1995
. المهام وطبيعة العمل في مكتب وزارة الثروة السمكية في عدن:
• الإشراف على المؤسسة العامة لتسويق الأسماك.
• الإشراف على المؤسسة العامة للاصطياد الساحلي.
• الإشراف على مركز علوم البحار.
• الإشراف على المعهد السمكي.
• الإشراف على مركز الأحياء البحرية.
• الإشراف على ميناء الاصطياد و الثلاجات المركزية لتصدير الأسماك.
مدير عام مكتب وزير الثروة السمكية ــ صنعاء (1996 - 1998 )
. المهام وطبيعة العمل في وزارة الثروة السمكية في صنعاء: • الإشراف العام على مكاتب الوزارة في عموم محافظات الجمهورية.
• الإشراف على عمل ومراقبة الشركات الدولية العاملة في مجال الاصطياد في البحر العربي.

## وزارة الشباب والرياضة
• لاعب فريق
وزارة الشباب والرياضة
• لاعب فريق أول في كل من النادي الأهلي - تعز ونادي القادسية - صنعاء( 1979 م- 1985 م).
• عضو الهيئة الإدارية لنادي الرشيد الرياضي الثقافي سابقاً.
• نائب رئيس النادي الأهلي الرياضي الثقافي - تعز 1995 م. • رئيس النادي الأهلي الرياضي الثقافي – تعز منذ 2018 م.